# 鸡唱门
鸡唱门，又作鸡叫门、唱鸡门、云屯州海门，在中国古籍中指越南海防市东部的塗山（越南语：Đồ Sơn）海岬和吉婆（越南语：Cát Bà）岛之间的海口，或吉婆岛与吉海（越南语：Cát Hải）之间的海道。

## 航海指南
《安南图志》记载：
|  | （海堂山）用单亥针及乾亥针十五更，船取鸡唱门，即是云屯州（今雲屯縣，越南广宁省下辖的一个县）海门也。 |

《顺风相送·自大担（位于厦门和金门附近，古时称为大担屿，后改成大担岛、大膽島）往交趾》记载：
|  | 坤未五更取乌猪。坤申十三更取七洲洋。用单申五更取海南犁母山。单酉十五更取海堂山，正路。用乾亥、单亥五更取鸡叫门，即安南国港口也。 |

《指南正法·宁波往东京针路》190页记载：
|  | 用坤未七更见乌猪。用单坤十三更见七州。用单申二更见铜鼓。用单坤五更见独猪。用坤未四更见海南犁母。用庚酉十五更取海宝。用单亥及乾亥五更取鸡唱门入港。 |

明代慎懋赏（约1531-约1605）所著《四夷广记·福建往安南国针路》记载：
|  | 福州五虎门（在今福建福州闽侯县东南海中五虎山。明置巡司于此。）开船，用乙辰针取官堂，船行三礁东西边。用丙午针取东沙山，西边过船，打水六七托。用单巳针，三更船，取片屿。用丁午针一更船，用坤未针二更船，用坤申一更船，平乌坵山。用坤申七更船，平太武山。用坤申七更船，平南澚外。平外用坤申十五更船，平大星尖。用坤未针七更船，取东姜山。用坤未针五更船，平乌猪山。用单申针十五更船，取七洲。用单申针，平海南黎母山。用庚酉针十五更船，取海堂山，正路。用单亥针及乾亥针十五更船，取鸡唱门，即是南海云屯州（今雲屯縣，越南广宁省下辖的一个县）海门也。 |